# Pseudepicausta wallacei
Pseudepicausta wallacei är en tvåvingeart som beskrevs av Friedrich Georg Hendel 1914. Pseudepicausta wallacei ingår i släktet Pseudepicausta och familjen bredmunsflugor. Inga underarter finns listade i Catalogue of Life.